# James Woolsey
Robert James Woolsey Jr. (Tulsa, 21 settembre 1941) è un avvocato, diplomatico e scrittore statunitense che ha diretto la CIA dal 5 febbraio 1993 al 10 gennaio 1995.
Ha ricoperto varie posizioni governative negli anni '70 e '80, anche come sottosegretario della Marina dal 1977 al 1979, e fu coinvolto nei negoziati con l'Unione Sovietica per cinque anni negli anni '80. È stato anche un avvocato e un investitore nel settore privato.

## Carriera
Woolsey ha ricoperto posizioni importanti nelle amministrazioni sia democratiche che repubblicane. È stato coinvolto nelle amministrazioni di Jimmy Carter, Ronald Reagan, George H. W. Bush e Bill Clinton. Ha anche lavorato presso lo studio legale Shea & Gardner (1973-77, 1979-89, 1991-93).
Woolsey ha prestato servizio nel governo degli Stati Uniti come:
- Consigliere (durante il servizio militare) nella delegazione degli Stati Uniti per i colloqui per la limitazione degli armamenti strategici (Accordi SALT), Helsinki e Vienna, 1969-1970
- Consigliere generale del Comitato per i servizi armati del Senato degli Stati Uniti, 1970-73
- Sottosegretario della Marina, 1977-1979
- Delegato nei colloqui per la riduzione delle armi strategiche tra Stati Uniti e Unione Sovietica (Accordi START) e nei colloqui sulle armi nucleari e spaziali (NST), Ginevra, 1983-1986
- Ambasciatore al Trattato sulle forze armate convenzionali in Europa (CFE), Vienna, 1989-1991

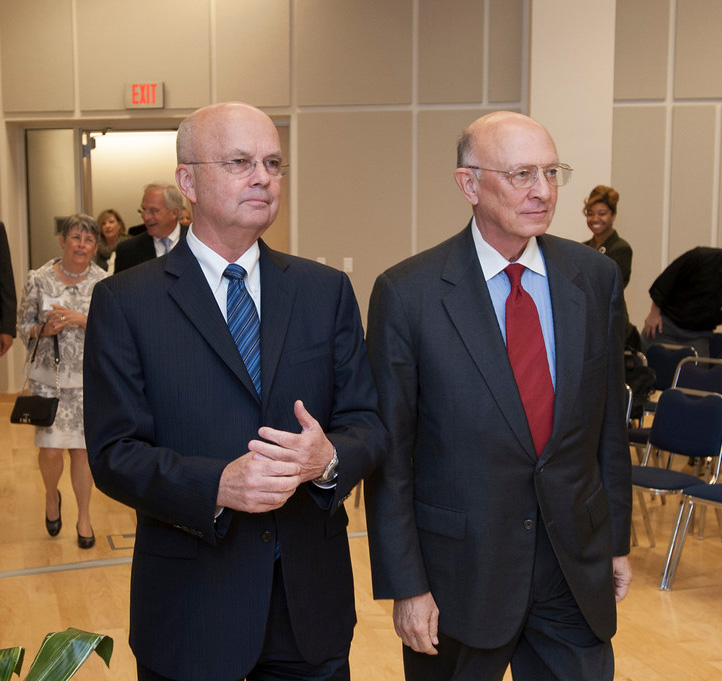
Ex direttori della CIA James Woolsey e Michael Hayden nel 2012

- Direttore della CIA, 1993–1995

### Ultimi incarichi
Woolsey è il presidente della Fondazione per la difesa delle democrazie. È presidente dell'Advisory Board presso l'Opportunities Development Group (ODG). Attualmente è membro del Board of Advisors del Washington Institute for Near East Policy (WINEP), consigliere dell'Istituto per l'analisi della sicurezza globale, cofondatore del Consiglio per la sicurezza energetica degli Stati Uniti, membro fondatore della Set America Free Coalition e vicepresidente senior presso Booz Allen Hamilton per la Sicurezza Strategica Globale (dal 15 luglio 2002).
È un patrono della Henry Jackson Society, un think tank britannico. Woolsey ha avuto contatti di lunga data con l'Europa centrale e orientale come membro del Board of Advisors della Global Panel Foundation con sede a Berlino, Copenaghen, Praga, Sydney e Toronto. Precedentemente è stato presidente del consiglio di amministrazione della Freedom House. È membro dell'International Advisory Board di ONG Monitor.
Woolsey è membro del Progetto per un nuovo secolo americano (PNAC) ed è stato uno dei firmatari della lettera del 26 gennaio 1998 inviata al Presidente Bill Clinton che ha chiesto la rimozione di Saddam Hussein. Nello stesso anno è stato membro della Commissione Rumsfeld, che ha indagato sulla minaccia dei missili balistici per il Congresso degli Stati Uniti.
Nel 2008, Woolsey è entrata a far parte di VantagePoint Venture Partners come venture partner.
John McCain assunse Woolsey come consulente in materia di energia e cambiamenti climatici per la sua campagna elettorale presidenziale degli Stati Uniti nel 2008.

Nell'aprile 2011, Lux Capital ha annunciato che Woolsey diventerà un venture partner nella società.
Nel luglio 2011, Woolsey, in collaborazione con Robert McFarlane, ha co-fondato il Consiglio per la sicurezza energetica degli Stati Uniti. Attualmente Woolsey fa parte del Board of Advisors per la Fuel Freedom Foundation.

Ha ricevuto un dottorato onorario dall'Istituto di politica mondiale a Washington nel 2011.
Woolsey è stato membro del consiglio di amministrazione e vicepresidente della Jamestown Foundation, e fa parte del comitato consultivo della non profit America Abroad Media.
Attualmente è cancelliere presso l'Institute of World Politics e il direttore indipendente non esecutivo di Imperial Pacific.
Woolsey è diventato consigliere senior del candidato presidenziale repubblicano Donald Trump a settembre 2016. Si è dimesso il 5 gennaio durante l'udienza del Congresso per gli attacchi informatici e per le dichiarazioni pubbliche di Donald Trump critiche nei confronti della United States Intelligence Community.
Il 27 ottobre 2017, il portavoce di Woolsey ha dichiarato a NBC che Woolsey ha collaborato con le indagini dell'FBI e quella del Consigliere speciale Robert Mueller a un incontro che, a settembre 2016, ha tenuto Michael T. Flynn, consigliere della campagna di Donald Trump. Woolsey sostiene che, durante l'incontro, Flynn si è offerta di aiutare i funzionari del governo turco a rimpatriare il dissidente turco Fethullah Gülen in Turchia.

### Italia
Il 16 febbraio 2018, in un'intervista a Fox News, ha dichiarato che la CIA ha probabilmente influenzato l'esito delle elezioni di alcuni Stati europei per prevenire che i comunisti prendessero il potere durante gli anni quaranta, tra cui le elezioni politiche del 1948 (favorendo la sconfitta del Fronte Democratico Popolare) e in Grecia.

### Iraq
A poche ore dagli attacchi dell'11 settembre, Woolsey è apparso in televisione parlando di possibile complicità irachena. Nel settembre 2002, mentre il Congresso stava autorizzando il presidente Bush a usare la forza contro l'Iraq, Woolsey disse al Wall Street Journal che credeva che l'Iraq fosse anche collegato all'Attentato di Oklahoma City e al bombardamento del World Trade Center nel 1993.
Nel 2005, Steve Clemons, membro del think tank della New America Foundation, accusò Woolsey di aver tratto profitto dall'aver promosso la guerra in Iraq. Melvin A. Goodman, membro del Center for International Policy e ex capo della divisione della CIA, ha dichiarato al Washington Post che "Woolsey è stato un disastro come direttore della CIA negli anni '90 e ora sta girando per questo paese chiedendo una quarta guerra mondiale per affrontare il problema islamico".
Durante il 14 gennaio 2009, intervistato da Peter Robinson su Uncommon Knowledge, Woolsey descrisse l'intelligence della CIA sulle presunte armi chimiche e biologiche irachene come un "fallimento" prima dell'invasione dell'Iraq nel 2003. Ha criticato l'amministrazione Bush per aver raggruppato molti materiali diversi con capacità diverse nell'ambito della vasta categoria di armi di distruzione di massa. Ha descritto il fallimento dell'intelligence americana come un errore ragionevole piuttosto che un atto di incompetenza.

Insieme ad altri sei ex direttori, Woolsey fu uno dei firmatari della lettera del 18 settembre 2009, inviata al presidente Obama che lo esortò ad esercitare l'autorità per invertire la decisione del procuratore generale Eric Holder il 24 agosto di riaprire le indagini sui crimini degli interrogatori della CIA.

### Altro
Woolsey crede che la divulgazione delle pratiche segrete dell'intelligence da parte di Edward Snowden abbia arrecato gravi danni alla sicurezza delle nazioni occidentali. Durante un'intervista con Fox News, il 17 dicembre 2013, discutendo l'idea di concedere l'amnistia a Snowden, Woolsey ha dichiarato: "Penso che dargli l'amnistia sia un'idiozia... Dovrebbe essere processato per tradimento. Se condannato da una giuria di suoi pari, dovrebbe essere impiccato per il collo fino alla morte". In un'intervista alla CNN, Woolsey ha dichiarato che "il sangue di molti di questi giovani francesi è sulle mani [di Snowden]" riferendosi agli attentati di Parigi del 13 novembre 2015.
Woolsey è stato conosciuto principalmente come un neoconservatore democratico su questioni di politica estera, ma liberale su questioni economiche e sociali. Nel 2008 ha supportato il senatore John McCain come presidente e ha ricoperto il ruolo di consigliere di politica estera di McCain.

## Opere
- (EN) Ion Mihai Pacepa e R. James Woolsey, Operation Dragon: Inside the Kremlin's Secret War on America, New York, Encounter Books, 2021, ISBN 9781641771450.
- (EN) R. James Woolsey, The National Interest on International Law and Order, New Brunswick, Taylor & Francis Inc, 2021, ISBN 9780765805652.
- (EN) David M. Abshire, Richard R. Burt e R. James Woolsey, The Atlantic Alliance transformed, Washington, Center for strategic and international studies, 1992, ISBN 9780892062041.
- (EN) R. James Woolsey, Nuclear arms: ethics, strategy, politics, San Francisco, ICS Press, 1984, ISBN 9780917616556.